# Brassia bidens
Brassia bidens är en orkidéart som beskrevs av John Lindley. Brassia bidens ingår i släktet Brassia och familjen orkidéer. Inga underarter finns listade i Catalogue of Life.